# Alexandre Raposo
Alexandre Faria Raposo é um empresário brasileiro ,Atualmente, ocupa o cargo de presidente da Rede Brasil de Televisão. Raposo é mais conhecido por sua atuação como presidente da Rede Record (atual Record), cargo que ocupou entre os anos de 2005 e 2013.

## História
Assumiu a presidência da Rede Record em janeiro de 2005, sucedendo Denis Munhoz. Antes, presidiu as filiais na Bahia e no Rio de Janeiro.
Segundo a imprensa, a presidência da Rede Record, na prática, se dedica mais a assuntos políticos e institucionais.
No entanto, no período em que foi presidente do canal, a Rede Record se tornou a vice-líder em audiência e faturamento no Brasil. O jornalismo e a dramaturgia ganharam investimentos, como a aquisição e expansão em 2005 do RecNov, complexo de dramaturgia da emissora sediado no Rio de Janeiro. Em sua gestão foi criado o canal de notícias Record News, do portal R7, a aquisição dos Jogos Pan Americanos de 2007, 2011, 2015 e 2019, bem como as Olimpíadas de 2012 e 2016.
Alexandre saiu da presidência da Rede Record em 3 de julho de 2013, sendo sucedido por Luiz Cláudio Costa.Em agosto foi nomeado assessor especial do prefeito de Salvador, ACM Neto.
Em 12 de dezembro de 2023, Raposo assumiu a presidência da Rede Brasil, com o desafio de modernizar a emissora e aumentar sua audiência. A emissora é conhecida por exibir séries antigas, como A Feiticeira, Os Pioneiros e Punky, a Levada Breca. Raposo afirmou que pretende investir em jornalismo e produções independentes.